# Francisco Álvarez Martínez
Francisco Álvarez Martínez (Ferroñes, Llanera (Astúries), 14 de juliol de 1925 - 2022) va ser un cardenal espanyol, que serví com a arquebisbe de Toledo.

## Biografia
Va ser ordenat prevere l'11 de juny de 1950. Va realitzar els seus estudis al seminari diocesà d'Oviedo, realitzant el doctorat en dret canònic a les universitats pontifícies de Salamanca i Comillas.
Va ser nomenat bisbe de Tarassona el 14 d'abril de 1973, sent consagrat el 3 de juny de 1973 a la catedral de Tarassona de mans de Luigi Dadaglio, nunci apostòlic a Espanya.
El 7 de juliol de 1975 va ser nomenat administrador apostòlic de la diòcesi de Calahorra i La Calzada-Logronyo. Finalment, el 20 de desembre següent va ser nomenat bisbe, prenent possessió de la seu el 16 de gener de 1977.
El 12 de maig de 1989 va ser nomenat bisbe d'Oriola-Alacant, prenent-ne possessió el 17 de juny següent.
Designat per a ocupar la seu primada de Toledo el 23 de juny de 1995, prengué possessió de la seu el 24 de setembre del mateix any. Entre el 26 de juny de 1996 i el 15 de setembre següent també va ser administrador apostòlic de Conca.
El Papa Joan Pau II el creà cardenal al consistori celebrat el 21 de febrer de 2001, rebent el títol de cardenal prevere de Santa Maria "Regina Pacis" a Monte Verde
A la Cúria Pontifícia va ser membre dels Consells Pontificis per als Laics i per a la Promoció de la Unitat dels Cristians. A més pertany al Consell de Presidència i a la Comissió Permanent de la Conferència Episcopal Espanyola.
El Papa Joan Pau II acceptà la seva renúncia per motius d'edat el 24 d'octubre de 2002.
Participà en el conclave de 2005 que escollí el Papa Benet XVI.